# Chantaje (película de 1931)
Chantaje (Hush Money) es una película norteamericana dirigida por Sidney Lanfield, en 1931

## Argumento
Steve Pelton (Owen Moore) es el líder de una cuadrilla de estafadores y pequeños criminales que han establecido una base de operaciones en una casa que comparten todos ellos. Uno de los compañeros de habitación de Pelton es su novia, Joan Gordon (Joan Bennett). Sin embargo, cuando Pelton y sus socios son asaltados por la policía, Joan Gordon termina en la cárcel con el resto de ellos. Con la ayuda del Capitán Dan Emmett (Douglas Cosgrove) consigue una rápida liberación. Una vez en la ciudad encuentra a Stuart Elliot (Hardie Albright), un hombre rico y sofisticado del que se enamora y se casan. Pero su felicidad se verá truncada cuando Pelton es liberado y decide chantajear a Gordon, amenazando con decirle a Elliot todo sobre su pasado escandaloso a no ser que ella haga pague un precio por su silencio. 

## Reparto
- Joan Bennett como Janet Gordon.
- Hardie Albright como Stuart Elliot.
- Owen Moore como Steve Pelton.
- Myrna Loy como Flo Curtis.
- C. Henry Gordon como Jack Curtis.
- Douglas Cosgrove como Dan Emmett.
- George Raft como Maxie.
- Huey White como Puggie.
- Andre Cheron como Silvio.
- George Byron como Flannigan.
- George Irving como Sr. Stockton
- Henry Armetta como Bootlegger.
- Joan Castle como Srta. Stockton
- Nella Walker como Sra. Stockton